# Adrian Yanez
Adrian Yañez (La Porte, Texas, 29 de noviembre de 1993) es un artista marcial mixto estadounidense que compite en la división de peso gallo de Ultimate Fighting Championship.

## Primeros años
Como su padre fue ganador de Golden Gloves, se dedicó al boxeo desde muy joven, pero más tarde se dedicó al jiu-jitsu brasileño. Comenzó a entrenar MMA a la edad de 15 años, teniendo su primera pelea a la edad de 17 años.
Antes de la UFC, trabajaba en la ciudad de Deer Park como lector de contadores.

## Carrera en las artes marciales mixtas

### Inicios
Terminó una carrera amateur enormemente exitosa con cuatro TKO consecutivos, pasando al juego profesional con un récord perfecto de 6-0. Su debut profesional se produjo en marzo de 2014 a sólo 20 años de edad, y terminó en la misma forma que la mayoría de sus combates amateur había, ganando por TKO. Sufrió su primera derrota en su siguiente combate, sin tener respuesta para la lucha y el ground and pound de Levi Mowles, perdiendo por decisión unánime. El tejano se recuperó con dos victorias en Fury FC, y luego ganó su debut en Bellator en la cartelera preliminar de la victoria de Royce Gracie sobre su viejo rival Ken Shamrock en Bellator 149. Después cayó por una ajustada decisión dividida ante el actual peso gallo de la UFC, Domingo Pilarte en LFA 7. Dos victorias más para la compañía le valieron una oportunidad por el vacante Campeonato de Peso Gallo de la LFA contra otro luchador actual de la UFC, Miles Johns, en LFA 55, y de nuevo perdió por una ajustada decisión dividida. Dos victorias por nocaut sobre Warren Stewart y Michael Rodriguez, y luego una victoria sobre su colega Kyle Estrada en LFA 78, llevaron a este joven de 26 años a tener finalmente una oportunidad en el mundo del boxeo, presentándose en el Dana White's Contender Series 28. Finalmente lo puso todo junto, mostrando su magnífico boxeo en un TKO de 40 segundos sobre el peligroso Brady Huang, ganando un contrato con la UFC en el proceso.

### Ultimate Fighting Championship
Estaba programado para enfrentarse a Aaron Phillips el 31 de octubre de 2020 en UFC Fight Night: Hall vs. Silva. Sin embargo, el 20 de octubre Phillips se retiró debido a una lesión no revelada. En su lugar, se enfrentó al recién llegado a la promoción Victor Rodriguez. Ganó el combate por KO en el primer asalto. Este combate le valió el premio a la Pelea de la Noche.
Se enfrentó a Gustavo Lopez el 20 de marzo de 2021 en UFC on ESPN: Brunson vs. Holland. Ganó el combate por KO en el tercer asalto. Esta victoria le valió el premio a la Actuación de la Noche.
Se enfrentó a Randy Costa en UFC on ESPN: Sandhagen vs. Dillashaw el 24 de julio de 2021. Ganó el combate por TKO en el segundo asalto. Esta victoria le valió el premio a la Actuación de la Noche.
Como primer combate de su nuevo contrato de cuatro combates, se enfrentó a Davey Grant el 20 de noviembre de 2021 en UFC Fight Night: Vieira vs. Tate. Ganó el combate por decisión dividida. 12 de 12 puntuaciones de los medios de comunicación se lo dieron a Yanez. Este combate le valió el premio a la Pelea de la Noche.
Se enfrentó a Tony Kelley el 18 de junio de 2022 en UFC on ESPN: Kattar vs. Emmett. En el pesaje, Kelley pesó 137.5 libras, 1.5 libras por encima del límite de peso gallo sin título. Como resultado, el combate se realizó en peso acordado y Kelley perdió el 20% de su bolsa a favor de Yanez. Ganó el combate por TKO en el primer asalto. Esta victoria le valió el premio a la Actuación de la Noche.
Yañez enfrentó a Rob Font el 8 de abril de 2023 en UFC 287. Perdió la pelea por nocaut técnico en el primer asalto.
Yañez se enfrentó a Jonathan Martínez el 14 de octubre de 2023 en UFC Fight Night 230. Yáñez perdió la pelea por nocaut técnico en el segundo asalto.
Yañez enfrentó a Vinicius Salvador el 18 de mayo de 2024 en UFC Fight Night 241. Ganó la pelea por nocaut técnico con golpes en el primer asalto.

## Campeonatos y logros
- Ultimate Fighting Championship
  - Actuación de la Noche (cuatro veces) vs. Victor Rodriguez, Gustavo Lopez, Randy Costa, y Tony Kelley.[10][13][15]
  - Pelea de la Noche (una vez) vs. Davey Grant[20]

## Récord en artes marciales mixtas
| Resultado | Récord | Oponente          | Método                                    | Evento                               | Fecha                    | Ronda | Tiempo | Localización      | Notas                                              |
| --------- | ------ | ----------------- | ----------------------------------------- | ------------------------------------ | ------------------------ | ----- | ------ | ----------------- | -------------------------------------------------- |
| Victoria  | 17-5   | Vinicius Salvador | TKO (golpes)                              | UFC Fight Night: Barboza vs. Murphy  | 18 de mayo de 2024       | 1     | 2:47   | Las Vegas, Nevada |                                                    |
| Derrota   | 16-5   | Jonathan Martinez | TKO (patadas en la pierna)                | UFC Fight Night: Yusuff vs. Barboza  | 14 de octubre de 2023    | 2     | 2:26   | Las Vegas, Nevada |                                                    |
| Derrota   | 16-4   | Rob Font          | TKO (golpes)                              | UFC 287                              | 8 de abril de 2023       | 1     | 2:57   | Miami, Florida    |                                                    |
| Victoria  | 16-3   | Tony Kelley       | TKO (golpes)                              | UFC on ESPN: Kattar vs. Emmett       | 18 de junio de 2022      | 1     | 3:49   | Austin, Texas     | Actuación de la Noche.                             |
| Victoria  | 15-3   | Davey Grant       | Decisión (dividida)                       | UFC Fight Night: Vieira vs. Tate     | 20 de noviembre de 2021  | 3     | 5:00   | Las Vegas, Nevada | Pelea de la Noche.                                 |
| Victoria  | 14-3   | Randy Costa       | TKO (golpes)                              | UFC on ESPN: Sandhagen vs. Dillashaw | 24 de julio de 2021      | 2     | 2:11   | Las Vegas, Nevada | Actuación de la Noche.                             |
| Victoria  | 13-3   | Gustavo Lopez     | KO (puñetazo)                             | UFC on ESPN: Brunson vs. Holland     | 20 de marzo de 2021      | 3     | 0:27   | Las Vegas, Nevada | Actuación de la Noche.                             |
| Victoria  | 12-3   | Víctor Rodríguez  | KO (patada en la cabeza)                  | UFC Fight Night: Hall vs. Silva      | 31 de octubre de 2020    | 1     | 2:46   | Las Vegas, Nevada | Actuación de la Noche.                             |
| Victoria  | 11-3   | Brady Huang       | TKO (golpes)                              | Dana White's Contender Series 28     | 11 de agosto de 2020     | 1     | 0:39   | Las Vegas, Nevada |                                                    |
| Victoria  | 10-3   | Kyle Estrada      | Decisión (dividida)                       | LFA 78                               | 15 de noviembre de 2019  | 3     | 5:00   | Belton, Texas     |                                                    |
| Victoria  | 9-3    | Michael Rodriguez | TKO (golpes)                              | Fury FC 33                           | 29 de junio de 2019      | 1     | 3:14   | Houston, Texas    |                                                    |
| Victoria  | 8-3    | Warren Stewart    | TKO (golpes)                              | Fury FC 29                           | 25 de enero de 2019      | 2     | 1:46   | Humble, Texas     |                                                    |
| Derrota   | 7-3    | Miles Johns       | Decisión (dividida)                       | LFA 55                               | 30 de noviembre de 2018  | 5     | 5:00   | Dallas, Texas     | Por el vacante Campeonato de Peso Gallo de la LFA. |
| Victoria  | 7-2    | Nathan Trepagnier | KO (puñetazo)                             | LFA 35                               | 9 de marzo de 2018       | 1     | 4:56   | Dallas, Texas     | Combate de peso acordado (140 libras).             |
| Victoria  | 6-2    | Trent Meaux       | Decisión (unánime)                        | LFA 26                               | 3 de noviembre de 2017   | 3     | 5:00   | Houston, Texas    |                                                    |
| Derrota   | 5-2    | Domingo Pilarte   | Decisión (dividida)                       | LFA 7                                | 24 de marzo de 2017      | 3     | 5:00   | Houston, Texas    |                                                    |
| Victoria  | 5-1    | Colin Wright      | Sumisión (barra de brazo)                 | Legacy FC 59                         | 16 de septiembre de 2016 | 3     | 2:44   | Houston, Texas    |                                                    |
| Victoria  | 4-1    | Ryan Hollis       | Decisión (unánime)                        | Bellator 149                         | 19 de febrero de 2016    | 3     | 5:00   | Houston, Texas    | Regreso al peso gallo.                             |
| Victoria  | 3-1    | D'Nearon Seymore  | Sumisión (estrangulamiento por triángulo) | Fury FC 7                            | 11 de julio de 2015      | 1     | 1:31   | Humble, Texas     | Debut en el peso pluma.                            |
| Victoria  | 2-1    | Jake Snyder       | TKO (golpes)                              | Fury FC 6                            | 22 de mayo de 2015       | 2     | 0:10   | Humble, Texas     |                                                    |
| Derrota   | 1-1    | Levi Mowles       | Decisión (unánime)                        | Legacy FC 37                         | 14 de noviembre de 2014  | 3     | 5:00   | Houston, Texas    |                                                    |
| Victoria  | 1-0    | Richard Delfin    | TKO (golpes)                              | Texas City Throwdown                 | 14 de marzo de 2014      | 3     | 0:28   | Texas City, Texas |                                                    |